# Frank Zagarino
Frank Anthony Zagarino est un acteur, réalisateur et scénariste de cinéma américain né à Los Angeles le 19 décembre 1959. 

## Biographie
Principalement tournée vers les films d'action et de série B, la carrière de Frank Zagarino n’a jamais dépassé le stade de productions confidentielles. Pour certains, il est l’un des acteurs phare du cinéma d’action américain malgré un certain manque de reconnaissance face à des acteurs tels que Jean-Claude Van Damme, Chuck Norris ou David Carradine (avec qui il a tourné dans Project Eliminator) en 1991.
Ses atouts principaux sont sa musculature importante et des expressions faciales presque absentes, ce qui lui a permis d’interpréter de nombreux rôles de « méchants » dont ce type de cinéma est friand. Habitué à de petites productions cinématographiques « musclées », Zagarino n’a jamais tourné dans des films d’un autre format.
Dans le film Striker, il est au contraire trop expressif. Il s'agit sans doute du film majeur de sa filmographie. La réplique culte associée est « Venez ! Bande de larves ! ».
Bien connue par les amateurs, sa filmographie reste obscure et il est difficile d’établir la liste précise de tous ses films. Il aurait tourné néanmoins dans une trentaine de films. Il est davantage orienté vers la production et la réalisation depuis les années 2000.

## Filmographie

### Acteur
- 1979 : Baby It's You
- 1980 : Où sont les mecs ? (Where the Boys Are '84)
- 1982 : Barbarian Queen
- 1984 : Lovelines (en) de Rodney Amateau
- 1985 : Trained to Kill
- 1986 : Assassination
- 1987 : Hammerhead
- 1987 : Striker
- 1988 : Ten Zan - Ultimate Mission
- 1989 : Cyborg, il guerriero d'acciaio
- 1990 : The Revenger
- 1991 : Project Eliminator
- 1992 : Waxwork 2 : Perdus dans le temps (Waxwork II: Lost in Time)
- 1992 : Tuez l'Androïde ! (Shadowchaser) de John Eyres
- 1993 : Blood Warriors
- 1994 : État de siège (Project Shadowchaser II)
- 1994 : Never Say Die
- 1995 : Outraged Fugitive
- 1995 : Shadowchaser 3
- 1995 : Without Mercy
- 1995 : Cyborg Cop III
- 1996 : No Exit (en)
- 1996 : Shadowchaser 4
- 1996 : Menace nucléaire (Warhead)
- 1997 : Airboss
- 1997 : Operation delta force
- 1997 : The Apocalypse
- 1997 : Convic 762
- 1998 : Fallout
- 1998 : The Protector
- 1998 : Péril atomique
- 1999 : Airboss II: Preemptive Strike
- 1999 : Command & Conquer : Tiberium Sun
- 1999 : No Tomorrow
- 2000 : Airboss III: The Payback
- 2000 : The Guardian
- 2001 : Orion's Key
- 2001 : The Stray
- 2002 : Shattered Lies
- 2002 : Airboss IV: The X Factor
- 2003 : Strike Zone
- 2005 : Lethal
- 2007 : Spiker
- 2009 : Little Bear and the Master

### Réalisateur
- 1993 : Fist Fighter 2
- 2000 : Never Look Back
- 2007 : Spiker

### Scénariste
- 1982 : Barbarian Queen
- 1985 : Trained to Kill
- 1986 : Assassination
- 1987 : Striker
- 1988 : Ten Zan - Ultimate Mission
- 1990 : The Revenger
- 1991 : Project Eliminator
- 1992 : Shadowchaser
- 1994 : État de siège (Project Shadowchaser II)
- 1994 : Never Say Die
- 1995 : Outraged Fugitive
- 1995 : Shadowchaser 3
- 1996 : Shadowchaser 4
- 1996 : Warhead
- 1997 : Airboss
- 1997 : Operation delta force
- 1997 : Convic 762
- 1998 : Péril atomique
- 1999 : Airboss II: Preemptive Strike
- 2000 : Airboss III: The Payback
- 2002 : Shattered Lies
- 2002 : Airboss IV: The X Factor
- 2003 : Strike Zone

## Anecdotes
- Frank Zagarino a été mannequin durant son adolescence.